# Chuthamat Raksat
Chuthamat Raksat (taj. จุฑามาศ รักสัตย์; ur. 6 lipca 1993 r.) – tajlandzka bokserka, dwukrotna brązowa medalistka mistrzostw świata, srebrna medalistka igrzysk Azji Południowo-Wschodniej.

## Życiorys
Urodziła się w dystrykcie Nang Rong w prowincji Buri Ram.
W 2014 roku na mistrzostwach świata w Czedżu zdobyła brązowy medal w kategorii do 48 kg, przegrywając w półfinale z Indyjką Sarjubalę Devi. Następnego roku zdobyła srebrny medal podczas igrzysk Azji Południowo-Wschodniej w Singapurze. W finale lepsza okazała się Filipinka Josie Gabuco.
W październiku 2019 roku zdobyła brązowy medal mistrzostw świata rozegranych w Ułan Ude po porażce w półfinale z Indyjką Manju Rani.
W 2024 roku wzięła udział w Letnich Igrzyskach Olimpijskich w Paryżu, gdzie w rywalizacji kobiet do 50 kg doszła do ćwierćfinału, w którym to przegrała z Wu Yu.